# Linna (Jõhvi)
Linna − wieś w Estonii, w prowincji Virumaa Wschodnia, w gminie Jõhvi.